# High Holborn
High Holborn è una strada nella città di Londra.

## Posizione e accesso
Inizia a ovest di St Giles Circus, incontra Kingsway e Southampton Row, continua quindi verso est dove diventa Holborn quando si unisce a Gray's Inn Road.
Parte di High Holborn costituisce il confine settentrionale del distretto di Covent Garden, nonché una parte dei confini occidentali della City di Londra.
Le stazioni della metropolitana più vicine sono, da ovest a est:
- Tottenham Court Road, servita dalle linee Central e Northen
- Holborn, dove passano i treni delle linee Central e Piccadilly
- Chancery Lane, servito dal linea centrale Central.

## Origine del nome
Il nome Holborn è composto da Hol e born, suffisso che significa ruscello, corso d'acqua. Holborn può quindi essere tradotto come flusso nella cavità. Il fiume in questione è la Fleet, che cambia il suo nome più volte lungo il suo percorso.

## Galleria d'immagini

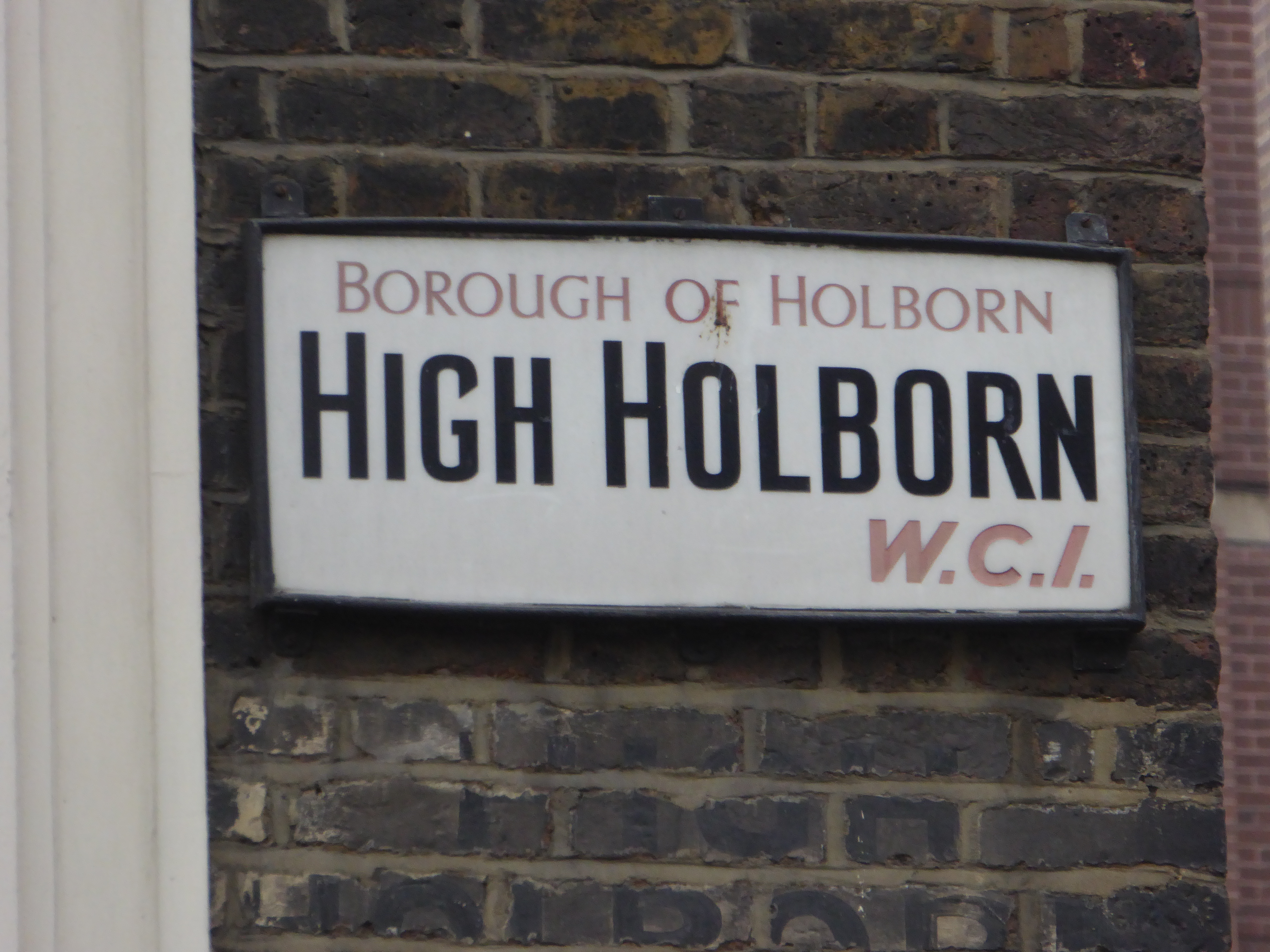
Segnale stradale di High Holborn
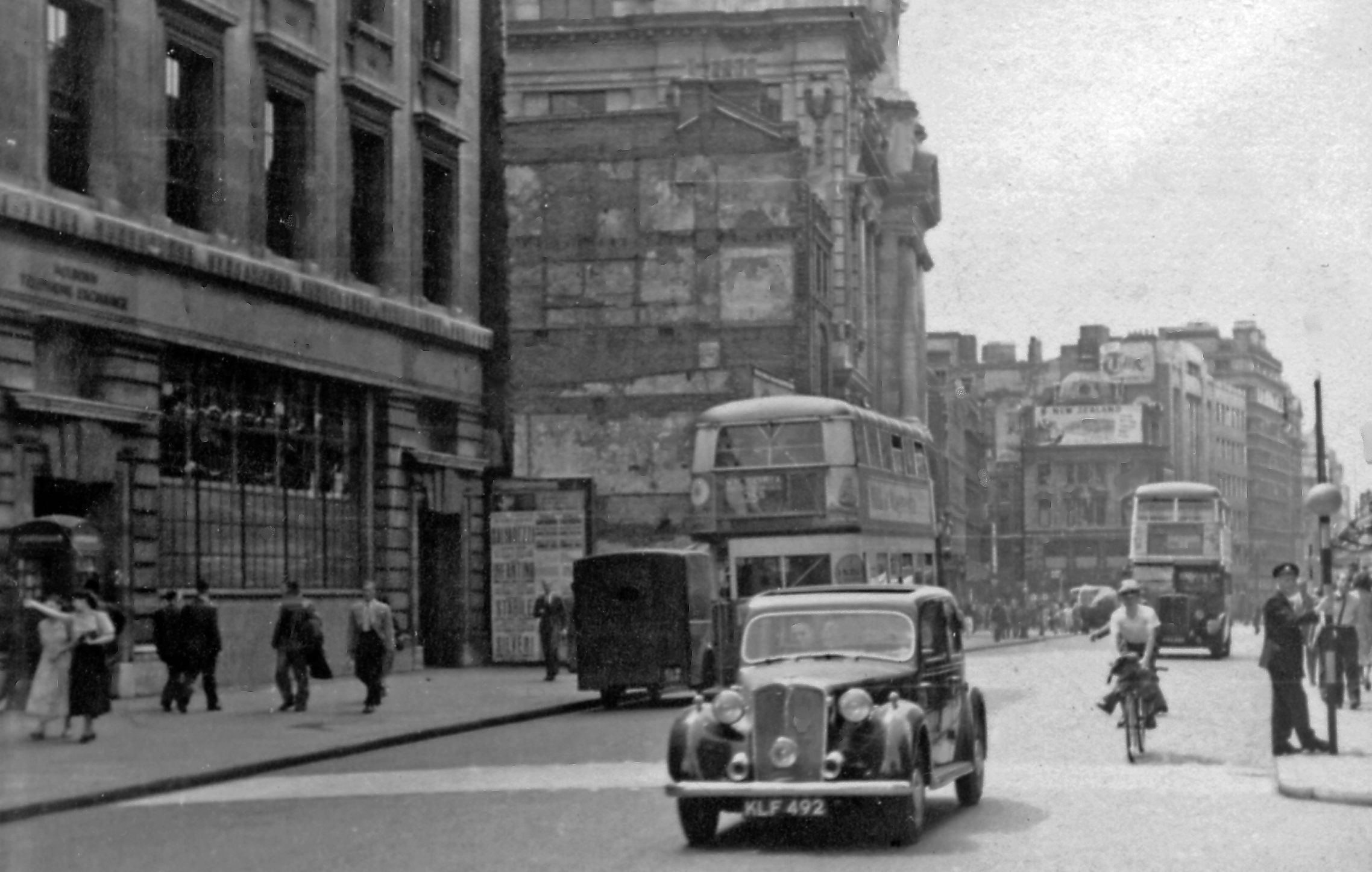
High Holborn nel 1949
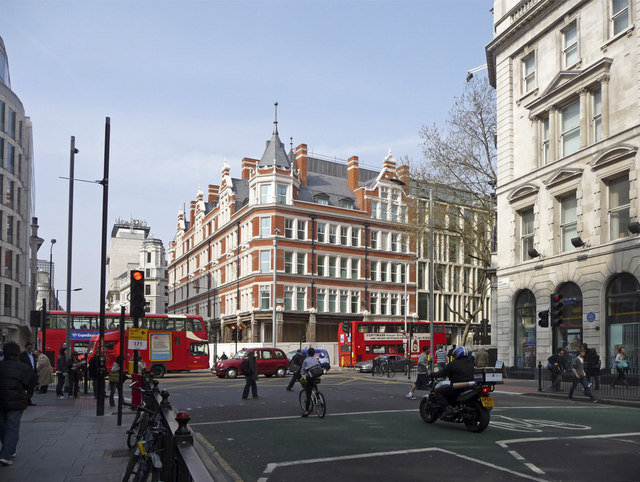
High Holborn, guardando verso l'incrocio con Southampton Row e Kingsway. La stazione di Holborn è sulla sinistra
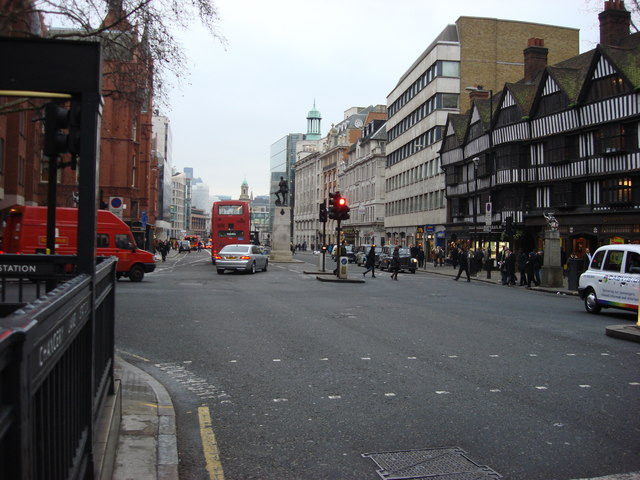
A40 High Holborn
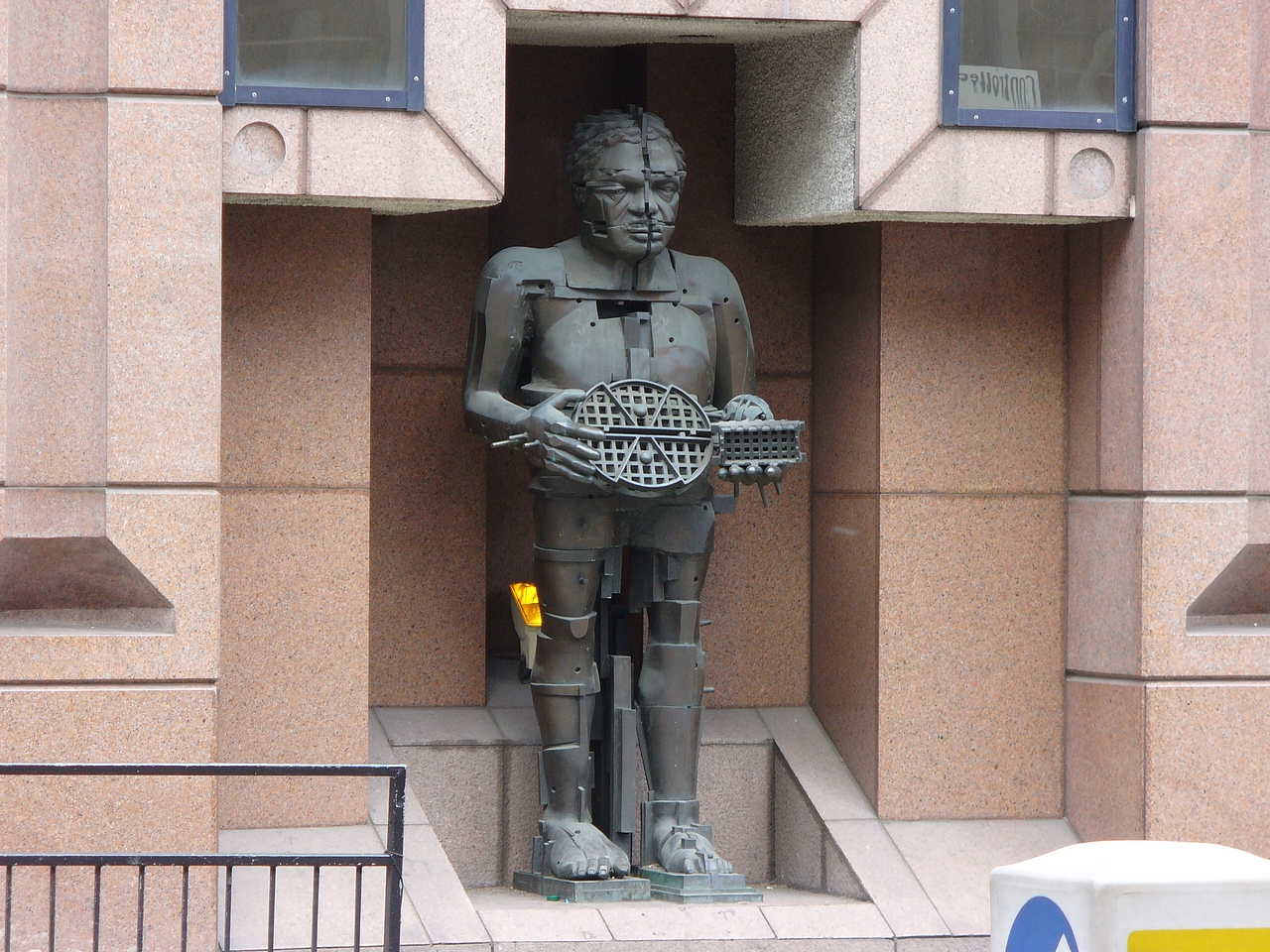
Scultura di Eduardo Paolozzi